# Candice Bergen
Candice Patricia Bergen (* 9. března 1946, Los Angeles, Kalifornie, Spojené státy americké) je americká herečka a bývalá modelka. Je držitelka pěti cen Emmy a dvou Zlatých glóbusů. Proslavila se především rolemi v seriálech Murphy Brown (1988–1998, 2018), Kauzy z Bostonu (2005–2008) a Sex ve městě (2002–2004). Za výkon ve filmu Začít znovu (1979) získala nominaci na Oscara v kategorii nejlepší ženský herecký výkon ve vedlejší roli za výkon ve filmu Gándhí (1982) získala nominaci na cenu Filmovou cenu Britské akademie. Mimo to si zahrála ve filmech Slečna Drsňák (2000), Holka na roztrhání (2002), Letuška 1. třídy (2003), Ženy (2008), Válka nevěst (2009), Romantici (2010) a Dámský klub (2018).

## Filmografie
| Rok  | Název                                                                   | Role                     | Poznámky                                        |
| ---- | ----------------------------------------------------------------------- | ------------------------ | ----------------------------------------------- |
| 1966 | Parta                                                                   | Lakey Eastlake           |                                                 |
| 1966 | Strážní loď Sand Pebbles                                                | Shirley Eckert           |                                                 |
| 1967 | ...Otan ta psaria vgikan sti steria!                                    | Electra Brown            |                                                 |
| 1967 | Žít a užít                                                              | Candice                  |                                                 |
| 1968 | The Magus                                                               | Lily                     |                                                 |
| 1970 | The Adventurers                                                         | Sue Ann Daley            |                                                 |
| 1970 | Srovnat si to                                                           | Jan                      |                                                 |
| 1970 | Modré uniformy                                                          | Cresta Maribel Lee       |                                                 |
| 1971 | Lov                                                                     | Melissa Ruger            |                                                 |
| 1971 | T.R. Baskin                                                             | T. R. Baskin             |                                                 |
| 1971 | Tělesné vztahy                                                          | Susan                    |                                                 |
| 1974 | Dům plný diamantů                                                       | Maren Shirell            |                                                 |
| 1975 | Vítr a lev                                                              | Eden Pedecaris           |                                                 |
| 1975 | 700 mil v sedle                                                         | paní Jonesová            |                                                 |
| 1977 | Princip domina                                                          | Ellie Tucker             |                                                 |
| 1978 | La Fine del mondo nel nostro solito letto in una notte piena di pioggia | Lizzy                    |                                                 |
| 1978 | Oliverův příběh                                                         | Marcie Bonwit            |                                                 |
| 1979 | Začít znovu                                                             | Jessica Potter           |                                                 |
| 1981 | Bohaté a slavné                                                         | Merry Noel Blake         |                                                 |
| 1982 | Gándhí                                                                  | Margaret Bourke-Whiteová |                                                 |
| 1984 | 2010: Druhá vesmírná odysea                                             | SAL 9000                 | dabing, v titulcích uvedena jako Olga Mallsnerd |
| 1985 | Stick                                                                   | Kyle McClaren            |                                                 |
| 2000 | Slečna Drsňák                                                           | Kathy Morningside        |                                                 |
| 2002 | Holka na roztrhání                                                      | starostka Kate Hennings  |                                                 |
| 2003 | Letuška 1. třídy                                                        | Sally Weston             |                                                 |
| 2003 | Dokud nás smrt nerozdělí                                                | Judy Tobias              |                                                 |
| 2008 | Sex ve městě                                                            | Enid Frick               |                                                 |
| 2008 | Ženy                                                                    | Catherine Frazier        |                                                 |
| 2009 | Válka nevěst                                                            | Marion St. Claire        |                                                 |
| 2010 | Romantici                                                               | Augusta Hayes            |                                                 |
| 2014 | Letos Vánoce nebudou                                                    | Donna Mitchler           |                                                 |
| 2016 | Pravidla neplatí                                                        | Nadine Henly             |                                                 |
| 2017 | Meyerowitzovic historky (nový výběr)                                    | Julia                    |                                                 |
| 2017 | Který je ten pravý?                                                     | Lillian Stewart          |                                                 |
| 2018 | Dámský klub                                                             | Sharon Myers             |                                                 |
| 2020 | Nechte je všechny mluvit                                                | Roberta                  |                                                 |